# Zaljev Dikili
Zaljev Dikili (tur. Dikili Körfezi) je zaljev Egejskog mora u Turskoj.
Zaljev je dobio ime po okružnom središtu Dikili.
Zaljev je uglavnom u pokrajini İzmir i dijelom u pokrajini Balıkesir, a uključujući plaže Sarımsaklı i Altınova u okrugu Ayvalık. Najjužnija točka zaljeva je selo Bademli. Udaljenost između sjeverne i najjužnije točke je oko 30 km. Edremitski zaljev je sjeverno, a zaljev Çandarlı južno od zaljeva Dikili. Grčki otok Lezbos je na zapadu. Turska državna autocesta D.550 prolazi duž obale zaljeva Dikili.